# Initial Graphics Exchange Specification

Logo IGES National Institute of Standards and Technology

Die Initial Graphics Exchange Specification (IGES) definiert ein neutrales, herstellerunabhängiges Datenformat, das dem digitalen Austausch von Informationen zwischen computer-aided design-Programmen (CAD) dient. Die Anwendung reicht von traditionellen, zweidimensionalen Zeichnungen bis hin zu dreidimensionalen Modellen für Simulationen oder Fertigung.
Die Daten werden in einzelnen Einheiten, den sogenannten Entities gespeichert. Diese können in einer beliebigen Hierarchie angeordnet werden. Die Primitive einer Zeichnung oder eines Modells (wie etwa Linien, Kurven, Flächen) werden durch verschiedene Entity-Typen repräsentiert. Seit der IGES-Spezifikation Version 5 sind auch Körper vorgesehen. Das heißt, ein geschlossener Flächenverband hat zusätzlich noch die Information „innen“ und „außen“.
Laut Spezifikation können wie bei STEP die Informationen textbasiert (ASCII) sowie binär gespeichert werden. Das letztere Format wird jedoch offiziell nicht mehr unterstützt. Dies führt dazu, dass der benötigte Speicher für eine IGES-Datei leicht mehrere Megabyte betragen kann. Die allgemein anerkannte Dateiendung für IGES-Dateien ist .igs.

## Geschichte
IGES wurde von der U.S. Product Data Association entwickelt, einem Interessenverband der Industrie.
Die aktuelle Version 5.3 wurde 1996 Standard des ANSI.
Die Entwicklungsaktivitäten der IGES / PDES Organisation (IPO) mündeten in der Version 6, die umbenannt als Version 5x bis 2006 veröffentlicht wurde.

### Deutsche Automobilindustrie
Der Verband der Automobilindustrie hat mit dem Ziel der einfacheren Implementierung verschiedene Untermengen des IGES-Standards definiert und zusammen mit weiteren Anforderungen unter der Bezeichnung VDA-IS veröffentlicht:
| Bemaßung                                                  | Rational B-Spline                                        |
| --------------------------------------------------------- | -------------------------------------------------------- |
| B2: + Ebenen, Zeichnungen mit Ansichten, ...              | AF2: + Freiformkurven und Flächen (Rationale Form), ...  |
| B1: Texte, Pfeile, diverse Bemaßungen, ...                | AF1: Freiformkurven und Flächen (Polynominale Form), ... |
|                                                           |                                                          |
| Geometrie                                                 |                                                          |
| G3: + Einfache Flächen, parametrische Spline-Flächen, ... |                                                          |
| G2: + Sonstige Daten                                      |                                                          |
| G1: Kurven, Kreise, Linien, Punkte, ...                   |                                                          |

Inzwischen sind bei den meisten in der Fahrzeugindustrie verwendeten CAD/CAM und FEM-Systemen die IGES-Schnittstellen mit dem kompletten Funktionsumfang implementiert worden. Deshalb hat VDA-IS seine ursprüngliche Bedeutung beim Datenaustausch verloren.

## Dateiformat
Eine IGES Datei hat 80 Zeichen pro Zeile. Das Dokument besteht aus mehreren Sections. Die hinterste Zahl ist eine fortlaufende Nummer. Es wird bei jeder Section wieder neu angefangen zu zählen.
Angefangen wird mit der S Section (Start Section). Dort kann im Prinzip alles wichtige hereingeschrieben werden. Sie kann aber auch leer bleiben.
Danach kommt die G Section (Global Section). Hier stehen einige Informationen über den Dateinamen, Speicherdatum und Speicherort.
Es folgt die D Section (Directory Entry Section) hier werden die einzelnen Elemente aufgelistet, aus denen das Modell aufgebaut ist. Außerdem sind dort Informationen über die Linien- oder Flächenfarbe sowie Verweise an die nächste Section enthalten.
Diese Section heißt P Section (Parameter Data Section). Sie enthält zu jedem Element, das in der D Section genannt wurde, eine Information über den genauen Aufbau des Elements.
Das Ende des Dokuments ist die T Section (Terminate Section). Hier wird die Zeilenanzahl jeder einzelnen Section aufgelistet. Im Normalfall ist diese Section nur eine Zeile lang.
Diese Datei ist eine beispielhafte IGES Datei. In dieser lassen sich leicht die einzelnen Sections erkennen.
```
                                                                        S      1
1H,,1H;,4HSLOT,37H$1$DUA2:[IGESLIB.BDRAFT.B2I]SLOT.IGS;,                G      1
17HBravo3 BravoDRAFT,31HBravo3->IGES V3.002 (02-Oct-87),32,38,6,38,15,  G      2
4HSLOT,1.,1,4HINCH,8,0.08,13H871006.192927,1.E-06,6.,                   G      3
31HD. A. Harrod, Tel. 313/995-6333,24HAPPLICON - Ann Arbor, MI,4,0;     G      4
     116       1       0       1       0       0       0       0       1D      1
     116       1       5       1       0                               0D      2
     116       2       0       1       0       0       0       0       1D      3
     116       1       5       1       0                               0D      4
     100       3       0       1       0       0       0       0       1D      5
     100       1       2       1       0                               0D      6
     100       4       0       1       0       0       0       0       1D      7
     100       1       2       1       0                               0D      8
     110       5       0       1       0       0       0       0       1D      9
     110       1       3       1       0                               0D     10
     110       6       0       1       0       0       0       0       1D     11
     110       1       3       1       0                               0D     12
116,0.,0.,0.,0,0,0;                                                    1P      1
116,5.,0.,0.,0,0,0;                                                    3P      2
100,0.,0.,0.,0.,1.,0.,-1.,0,0;                                         5P      3
100,0.,5.,0.,5.,-1.,5.,1.,0,0;                                         7P      4
110,0.,-1.,0.,5.,-1.,0.,0,0;                                           9P      5
110,0.,1.,0.,5.,1.,0.,0,0;                                            11P      6
S      1G      4D     12P      6                                        T      1

```